# Крушинівка
Круши́нівка — село в Україні, у Бершадській міській громаді Гайсинського району Вінницької області, на правому березі річки Південний Буг.

## Географія
Село розташоване за 17 км від центру громади, та у 170 км від обласного центру.
Крушинівка має майже круглу форму. З півдня на північ посеред села тече безіменна річечка, довжина якої не більше 1,5 км. Перед впаданням у Південний Буг (в селі називали Бог, що означало в слов'ян, багата, або та, що тече по родючій землі), ця річечка перетворюється в широченьку річку, ширина якої досягає 5 м та глибини десь 1,5 м.

### Транспорт
Автобусний зв'язок села з районом став практично відсутній (автобус їде до Бершаді раз на тиждень, в п'ятницю). Таксі до Бершаді коштує дуже дорого.
Поїзд Вінниця — Гайворон — Христинівка (спиняється на станції Генрихівка) відновили 14 грудня 2015 року по понеділках та п'ятницях в обидві сторони.
Проїзд пенсіонерам в поїзді — абсолютно безкоштовний, студентам і дітям існує знижка. Повний же квиток до Вінниці коштує 36 гривень. До Бершаді можна проїхати, до речі, і на поїзді з пересадкою в Гайвороні, просто в розклад незручний, тому в Гайвороні треба довго чекати.
У селі на даний час знищилось покриття доріг, зникло освітлення на вулицях.

## Історія
Село Крушинівка, на думку істориків, засновано приблизно в 1600 році, хоча перші спогади про село датовано в літературі 1674 роком. Існує декілька версій назви села. Перша — на пагорбах річки росли кущі крушини. Друга — від слова круча. Течія річки Буг навпроти села різко повертає вправо, вода не може так швидко повернути вліво і робить водяні круги, які називали кручами. У річці, де були кручі, дуже ловилась риба, тому місце напроти села було улюбленим для рибаків. Щоб не їздити до цього місця човнами щодня, рибалки на проти круч будували тимчасові курені, пізніше — хати. Жінки рибалок з дітьми переселялись в ці помешкання до чоловіків. Так появилось маленьке поселення, яке назвали Крученівка. Через тривалий час назва Крученівка перейшла в Крушенівка.
Існує ще одна думка щодо дати заснування села Крушинівки, що ця дата набагато давніша ніж 1600 рік. Дослідники й письменники вичитали в старовинних літописах, що по річці Ак–Су (так називали річку Буг турки) існували оборонні укріплення для захисту від ворогів. Турки брали бранців, як в поселенні Сумівці, так і в Брояках (так інколи в історичних матеріалах називали Крушинівку, тобто річку Буг можна було перейти на проти села в брід по камінцях, що густо лежали по всій річці). Укріплення цих сіл не одноразово знищували турки і татари. Ці події датовані початком 16 ст.
У південній частині села, за кілометр розташувався великий ліс площею 6 км2, який завжди допомагав селянам в скрутний час вижити як в холод, забезпечуючи дровами, так і в голод — ягодами, грибами, жолудями. Ліс був і місцем відпочинку. У 1990-му постановою облради ліс став ботанічним заказником місцевого значення ‘’Крушинівський’’.
Річка Південний Буг до 1960-х рр. була в районі села відносно невелика (ширина 60—70 м) з кам'яними порогами та піщаними берегами, у широких місцях можна було перейти в брід, глибина була в деяких місцях не більше 1,5 м. У річці Південний Буг водилося багато риби: марена, лящ, сом, короп. У селі був поширений метод риболовлі — руками. Поруч з пляжем, де крушенівчани купались, посеред  річки була здоровенна кам'яна брила, яка виступала над водою на 2,5 м. Вода в річці була кришталево чиста, що давало можливість вибілювати домоткане полотно. Річка в межах Вінницької області не судноплавна. Біля одного кілометра вище течії від села, течія річки мала підковоподібну форму, що дало ідеальну можливість для будівництва млина. У 1855-му році місцевою громадою села був збудований  млин. Щоб вода могла попасти на колесо і привести в дію млин, вирили великий рів і, перегородивши у верху річку камінням, вода стрімко потекла в рів, а потім на колеса млина, після чого знову впадала в річку Буг. Так як після кожного льодоходу потрібно поновлювати гатку (каміння що перегороджувало річку льодом зносило), коли появилась електрики, млин перевели на електричне живлення. Коли колгосп став заможним, набудував багато ферм, свинарників, збудував нове приміщення для млина на господарстві, переніс все обладнання млина на нове місце. Від водяного млина залишились тільки руїни.
По берегах Бугу залягають поклади граніту, який використовували для будівництва млина, школи, крамниці, будинку культури, фундаментів під житло. Береги річки Буг високі, кам'янисті, місцями вкриті кущами та дібровами. Поклади граніту зустрічаються червоного та сірого кольору, однак запаси не великі, тому використовуються тільки для місцевих потреб.
У 1954 році було збудовано на річці Південний Буг Чернятську ГЕС, тому в районі мого села вода піднялась на 4—5 м. Буг розлився, течія стала тихохідною, всі каміння пішли під воду. Річка почала замулюватись, береги стали болотистими, почали заростати очеретами, вода стала бруднішою, зникло багато унікальних риб, у тому числі і марена, яка живе тільки в чистій воді, почали зникати річкові раки. Майже зник льодохід, так як у верхів'ї річки збудували ще одну Ладижинську ГЕС, яка використовувала води Бугу для охолодження агрегатів, а теплу воду випускала в річку.
Село Крушинівка належало у 16-му столітті до Брацлавського повіту, в 19-му — до Ольгопольського, у 20-му до Бершадського). Ще у 1950-х роках крушенівчани ходили в Бершадь пішки (транспорту взагалі не було), щоб продати живих курей євреям (населення райцентру 70 % складали євреї), та купити на отримані за продану живність гроші потрібні речі та продукти.
За 5 км від села через Буг збудований дерев'яний міст між селами Маньківка — правий берег і Красносілка — лівий, який під час льодоходу розбирався, щоб вода його не знесла, а після льодоходу знову збирався.
У селі Красносілці збирався у неділю базар, де можна було щось купити і щось продати (сало, м'ясо, овочі, фрукти, солодощі, тканини для пошиття одягу, взуття). У цьому ж селі в 1844 році був збудований німцем Генріхом цукровий завод, а пізніше розпочато будівництво залізничної вузької колії Вінниця — Гайворон. Залізнична станція в селі Красносілка і досі носить ім'я засновника Генриха: Генрихівка.
За часів кріпосного права сільських дітей навчав читати й писати церковний дяк за певну плату. Навчання проходили у сторожці, яка знаходилась біля церкви. За непослух або погане навчання дяк мав право карати учнів, бити лінійкою по вухах, або різкою по голій сідниці. На початку 20 століття (1911 р.) на кошти місцевого земства рядом з церквою було споруджено двокласну школу. Навчання в цій школі проводив сільський священик. Після війни була зведена кам'яна школа, яка спочатку була початковою, а після — середньою.
Сільський клуб був переобладнаний з хати пана Собанського (йому колгосп побудував маленьку хатку не далеко від церкви, там вони і дожили з жінкою своє життя). У середині приміщення викинули всі перегородки, лишивши тільки підпори, щоб не впала стеля, зробили з дощок сцену, наставили лавок для сидіння, побілили в середині вапном і клуб виглядав на той час дуже добре. Перший раз в селі демонстрували кіно безкоштовно (десь в 1947 році), звичайно чорно-біле, індійське, я дуже добре запам'ятав, назва його була «Два біха землі». Екраном для кіно слугувала біла стіна колгоспного складу для зерна. На перегляд фільму старші люди брали з собою стільчики для сидіння, а діти розміщалися просто сідаючи на траву. Розпочали демонструвати фільм, коли добре стало темно на вулиці. Колгоспникам кіно показували вперше, то їх реакція була дуже активна, особливо коли герою фільму загрожувала небезпека, всі хором кричали «тікай», а коли поїзд з екрана їхав прямо на людей, то деякі люди вставали і з криком відбігали в сторону. Коли вже переобладнали з панської хати в клуб, фільм демонстрували  раз, а потім два рази в місяць (ціна квитка — 10 коп., еквівалентна 5-ти курячим яйцям). Кіноапарат приводився в дію дизельним двигуном, якого після демонстрації фільму, кіномеханік забирав з собою, для показу  фільму в іншому селі.    
Електрику провели в село тільки в 1955 році. Раніше світили гасовими лампами, свічками. Лампа меншої потужності називалась восьмериком, а більш потужна — дванадцятитериком. Гас привозили рідко в крамницю, тому часто світили свічками.
Їжу готували в печі, палячи дровами, сухим бадиллям соняшника, соломою. Ліс був не далеко від села, ми ходили збирати сухе гілля, що обпадало з дерев, зв'язували його мотузками і приносили до дому, а якщо гілля люди визбирали, то треба було вночі піти з батьком в ліс, зрізати дерево, щоб не бачив лісник, принести до дому, порізати на цурки, заховати, щоб ніхто не бачив, так, як за крадіжку деревини, накладали великий штраф. Обігрівали хату, розпалюючи вогонь в лежанці (окремо збудована в притул з піччю). Палили соломою, дровами, кізяками (коров'ячий гній змішували з соломою і висушували), а пізніше, якщо було вугілля — то дровами і вугіллям.

### Село післяЖовтневого заколоту
7 (20) листопада 1917 року, відповідно до Третього Універсалу Української Центральної Ради, увійшло до складу Української Народної Республіки.
До Жовтневого заколоту, селяни працювали в пана Собанського. Після революції селяни почали ділити землю й майно між собою. З великими стражданнями та бідами пережили селяни голод 1921-го року.
У 1926—1928 роках розпочались тяжкі роки колективізації (колгоспи в Крушинівці створені наприкінці 1929-го та на початку 1930-го року). Заможних селян розкуркулили, забравши в них плуги, борони, коней, волів, корови й увесь інвентар, все те, що могло згодитись у майбутньому колгоспі. У 1932—1933–х роках розпочався страшний Голодомор, під час якого померло багато людей (дані про кількість померлих необхідно уточнити, так перебуваючи в Києві в музеї, де знаходиться Книга тих, що померли від голоду, прізвища свого діда Дзюбенка Михайла Євсейовича не знайшов, офіційні дані в книзі Пам'яті — 36 чоловік).
Під час насильної  колективізації утворилось два колгоспи — ім. Кірова та ім. Ворошилова. У кожному колгоспі було по дві рільничих бригади, а у бригаді по чотири ланки. У п'ятдесятих роках відбулось об'єднання двох колгоспів в один. Назвали його ім. Ворошилова. Після постанови щодо укрупнення колгоспів, наш колгосп приєднали до Маньківського і одержали спільну назву — «12 річчя жовтня», а Крушинівка стала бригадним селом, а колгосп  перетворився в виробничу дільницю № 2.
Працюючи в колгоспі, селяни жили бідно. Кожну сім'ю уряд обкрадав податками. Якщо в дворі була корова, то ця сім'я зобов'язана здати державі 300, а пізніше — 200 літрів молока (мій обов'язок був кожного ранку віднести в пункт здачі молока 6 — 7 літрів молока, решта, 1 — 2 літри, залишалась для сім'ї). Від кількості сотих землі, що використовувались в дворі, необхідно віднести в кооперацію приблизно 200—300 кг. Картоплі, а також яєць — 300 штук, не дивлячись, чи є в дворі кури, чи ні. Кожного господаря зобов'язували здати вовну, шкіру телячу або свинячу (в замін вовни і шкіри можна було здати в перерахунку картоплею або яйцями). На кози податок не накладався, тому в нас завжди в господарстві розводили кіз. У 1953 році уряд наклав податок і на плодові дерева, тому батько повирубував майже всі яблуні, груші, сливи.
На роботу в колгосп потрібно було ходити кожен день, крім неділі (якщо посівна або збір урожаю, то і в неділю). Обов'язково необхідно було відпрацювати в колгоспі 200 трудоднів (за один день праці записували від 0,5 до 1,5 трудодня) якщо селянин не відпрацьовував 200 трудоднів, то його справу передавали в суд, де його штрафували, або засуджували до 1–2-ох років тюрми. На трудодень давали в неврожайні роки по двісті грам зерна, а в урожайні — 500—900 грамів. На трудодень також начислялись гроші (5 — 10 коп.), але цих грошей ніколи не давали на руки (відвертались податки, та борги за те, що, якщо потрібно гречаних круп, олії, м'яса, то звертаєшся у бухгалтерію, виписуєш ці продукти, підписуєш у голови колгоспу і одержуєш без оплати).

### Німецько-радянська війна
Окуповане село німці передали в користування своїм союзникам-румунам. Німці приїжджали рідко до села з перевіркою стану справ. Румуни передали всю тяглову худобу та інвентар селянам по дворах і коли необхідно йти на оранку чи інші роботу, то людина назначена із селян, обходила двори і казала, на яке поле треба їхати і яку роботу виконувати. Дисципліна була високою, такою ж як і при більшовиках. Якщо на роботу запізнювались, або приїжджали раніше (пояснювали тим, щоб не мучили худобу), наказували різками на стовпі позору від 10–ти різок до 25, знявши попередньо штани. Більшу частину урожаю відправляли німцям, майже другу частину забирали собі і малесенька частинка попадала селянам. Права частина Бугу, яка віддана румунам, жила краще ніж ліва, яка була під владою німців, у селі майже не проводились розстріли, не палили хати, не вивозили людей в Німеччину на роботи.
У селі залишились майже одні жінки та діти, тому односельці котрі воювали на боці більшовиків та дизертирували чи втекли з полону — розійшлися по своїх домівках.
Діяло гетто, куди нацистами насильно зганялися євреї для компактного мешкання.
В боях за Крушинівку, радянські війська форсували Південний Буг навпроти млина, однак мінометний вогонь зупинив переправу. Трохи вище по течії річки, навпроти села Завадівка, зав'язався великий бій. Радянська артилерія стріляла по укріпленнях німців на правому березі річки, німецькі літаки скидали снаряди на противника та у воду, де вплав форсували червоноармійці. Убитих чи тяжко ранених стрімка вода зносила вниз по течії. Спроби переправитись через річку не дали успіху. На третій день більшовики забрали чоловіків крушинівчан допомагати їм переправитись на правий берег річки Буг.
На другий день, коли закінчився бій, а Червона Армія пішла в наступ на Бершадь, селяни підібрали на полі бою, навпроти с. Завадівки, тіла загиблих бійців і поховали у братській могилі в центрі села. Із 15-ти загиблих воїнів, п'ятьом червоноармійцям були установлені по документах, які знаходились в одежі загиблих, імена та прізвища, а також звідки вони родом.

### Повоєнні роки
З нагоди честь 50-річчя «Перемоги» у німецько-радянській війні коштами колгоспу побудовано «Меморіал вічної Слави» тим, хто загинув у цій війні. Сюди ж було перезахоронено і останки воїнів з братської могили. На меморіальних плитах викарбувані імена та прізвища 137-ом односельчанам, що загинули у німецько-радянській війні (усього у війні брали участь 375 крушинівчан).
Після війни розпочались важкі роки відбудови народного господарства. Не було чим орати, чим засівати. Корови використовували, як тяглову сил, запрягаючи їх в плуг на оранку.
У 1947-му році розпочались нові біди. Увесь урожай, що зібрали — віддали державі, виконуючи план хлібоздачі, окремо залишили для насіння на наступний рік, а для видачі зерна на трудодні колгоспникам не залишилось нічого. Зібраний урожай з присадибної ділянки був такий, що його ледве вистачило до осені. Розпочався страшний голод. За спогадами очевидців, у їжу йшло все, що можна було зварити — картопляні шкарлупи, засохлі шкіри з телят (залишали для вичинки, щоб пошити кожуха), гнилу картоплю, а весною йшло в їжу листя з липи, лобода, цвіт акації. Крушинівчани, коли зимою вже зовсім не було що їсти йшли на залізничну станцію, вилазили на дах товарних вагонів, та їхали до західної України, на Тернопільщину, ходили від хати до хати, випрошуючи по дві-три картоплі, пояснюючи, що дома скоро помруть діти від голоду.
Після 50-х років зростала та зміцнювалась економіка колгоспу, у селі збудували клуб зі стаціонарною кіноустановкою та бібліотекою. Центральну вулицю покрили асфальтом, а на інші насипали щебеню та піску. Вулиці одержали назви, переважно комуністичні, більшість було освітлена. Від Бершаді до Красносілки заасфальтували дорогу, що дало можливість покращити транспортне сполучення між Бершадським та Теплицьким районами. Було закінчено будівництва постійного бетонного мосту через Південний Буг. Був оновлений медпункт, де працювала медсестра, виконуючи обов'язки лікаря, гінеколога, приймала роди, продавала ліки, відправляла хворих у лікарню.
Закінчено будівництво сільського клубу з кіноустановкою та великим залом для перегляду фільмів, вистав. У приміщенні клубу розміщувався танцювальний зал, де у вихідні та свята проводились вечори відпочинку молоді, бібліотека. Розпочато будівництво нового продуктової крамниці, будинку побуту, реконструкцію та надбудову другого поверху школи. 70-80-ті роки стали порівняно заможним. На збудованих фермах було велике поголів'я рогатої худоби, свиней, на східній частині села збудували велику птахофабрику.
Мешканці села, що економно жили, мали можливість купити собі мотоцикл з коляскою (велосипеди мав майже кожен), декілька сімей мали легкові автомобілі. Молоді сім'ї почали будувати для себе хати (колгосп виділяв ділянки для забудови). У селі було багато молоді. Закінчивши семирічку, хто бажав, продовжував навчання в Красносільській середній школі (кожен день потрібно долати відстань 5,5 км пішки в одну сторону). Після закінчення цієї школи вступали у військові училища, технікуми, інститути. Сільська молодь відпочивала на танцях у клубі, ходила в ліс на маївки. При клубі завідувач клубу Волков організував духовий оркестр, який почав грати на вечорах відпочинку молоді, а також на весіллях молоді, що часто відбувались в селі. Особливим успіхом користувався драматичний гурток, який демонстрував вистави не лише дома, а і в сусідніх селах. Створена хор–ланка, яка з великим успіхом виступала не тільки на сільській сцені, а й в райцентрі та області.
У село щодня приїжджало три автобуси з райцентру. Запроваджено грошову оплату праці. Колгосп очолював Булка Б. Д. За час його керуванням спілкою (1968—1998 рік), з'явилось чимало новобудов, виробничих приміщень, покращились умови праці. Важкі польові та фермерські роботи виконувались механізмами (тракторами, комбайнами, машинами, навантажувачами). Якщо раніше обробляли цукрові буряки вручну (на кожну жінку в ланці виділялось 40-50, пізніше 70 соток для обробітку буряків), то при механізації 1,5-2 гектари при однаковій затраті праці.
За перебудови село знову почало занепадати, а особливо в часи Незалежності України. Колгоспи розформували. Внаслідок поділу землі, що була в колективній власності, власниками паїв стали 2026 особи. Розмір земельної ділянки становив 1,46 га (наявність великої кількості працездатних людей на час розпаювання). Землю виділили тільки колгоспникам. Виконуючи постанову уряду, залишили без землі сільських вчителів, медичних працівників, поштарів.
Взамін колгоспів почали створювати колективні спілки та фермерські господарства. Так як селяни не мали можливості обробити виділену землю (відсутність тракторів, комбайнів, сівалок, коштів, щоб їх купити), здали її в оренду фермерським господарствам. Не здали в оренду землю 44 особи і числяться як одноосібники, обробляючи землю родиною (механізми для виконання сільськогосподарських робіт орендують у фермерів). За оренду землі орендатор в рік виплачує селянам зерном (кількість виплати залежить від орендатора і урожайності, це може бути 5—10 ц.
Настало масове безробіття в селі. Фермери переважно засівають поля пшеницею, кукурудзою, соняшником, соєю, що не потребують ручної праці, тому фермери приїжджають на поле зі своєю технікою і своїми людьми, обробляють її за тиждень, від'їжджають, коли надходить час збору урожаю — знову приїжджають, збирають урожай за тиждень і від'їжджають. Селяни виживають за рахунок батьків-пенсіонерів та того, що вродило на ділянці землі, яка  розташована біля хати. Основну технічну культуру, цукрові буряки, майже не сіють, цукрові заводи, не  маючи сировини, майже зупинились. Мільйонери масово скуповують їх, ріжуть на металобрухт, внаслідок чого багато людей залишилось без роботи. Опустіли ферми, свинарники, птахофабрика. Через деякий час селяни почали розбирати дахи цих приміщень, а на землі, де була птахофабрика, буйно росте пшениця.
Молодь села почала виїжджати в Київ, Москву, за кордон, та інші міста на заробітки. Зменшилась народжуваність дітей. Школа стала на грані закриття (в деяких класах навчається по 4—6 учнів). У 1947-му було два перших класи по 32 учні (в школі тоді налічувалось близько 300 учнів, а сьогодні–ледь більше 80). Більш–менш не погано почувають себе пенсіонери, так як їм стабільно виплачують  пенсії, хоч і не великі. Окрім того, пенсіонери можуть безкоштовно їхати на приміському поїзді. Однак ті, хто хотів вийти зі скрутного становища, зайнялись вирощуванням овочів, ягід, фруктів, продажем їх на ринках і якось виживають. Дуже шкода, що село занепадає на очах. Із 560 дворів на селі залишилось 290. Хати розвалюються без хазяїв, а продати їх практично не можливо, тому стоять ті хати і чекають своєї черги руйнування.
12 червня 2020 року, відповідно розпорядження Кабінету Міністрів України № 707-р «Про визначення адміністративних центрів та затвердження територій територіальних громад Вінницької області», село увійшло до складу Бершадської міської громади.
19 липня 2020 року, в результаті адміністративно-територіальної реформи та ліквідації Бершадського району, село увійшло до складу Гайсинського району.

## Населення

### Мова
Розподіл населення за рідною мовою за даними :
| Мова       | Кількість | Відсоток |
| ---------- | --------- | -------- |
| українська | 1194      | 99.33%   |
| російська  | 7         | 0.58%    |
| білоруська | 1         | 0.09%    |
| Усього     | 1202      | 100%     |

## Пам'ятки
- Крушинівський заказник — ботанічний заказник місцевого значення.

## Відомі уродженці
- Галаневич Марко Володимирович (нар. 1981) — український музикант та актор.
- Коваль Олександр Дмитрович (13.04.1975 — 29.09.2022) — український військовик, учасник російсько-української війни.[7][8]
- Савченко Сергій Павлович (нар. 1962) — директор сільськогосподарського товариства, заслужений працівник сільського господарства України[9].
- Чечельницька Олеся Сергіївна (нар. 1978) — українська акторка.